# Spanish Lookout

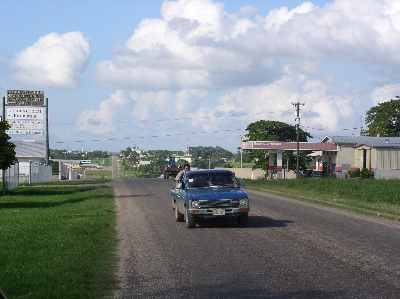
Rue principale de Spanish Lookout.

Spanish Lookout est une localité du Belize (district de Cayo). Au recensement de 2010, sa population était de 2 253 habitants, dont une majorité de Mennonites.

## Géographie
Spanish Lookout est située dans l'intérieur du Belize, à mi-chemin entre Belmopan, la capitale, et San Ignacio. La frontière avec le Guatemala se trouve à une quinzaine de kilomètres à vol d'oiseau, mais à 40 km par la route (Western Highway).
La localité s'étend sur la rive gauche du Belize, à une centaine de kilomètres de son embouchure dans la mer des Caraïbes.

## Histoire
Spanish Lookout a été fondée en 1958 par une communauté mennonite de 75 familles venue du Mexique. Le territoire où ils se sont installés était alors couvert de forêt tropicale, que les colons ont défrichée pour y développer des activités agricoles. Quelques familles de la communauté ont ensuite émigré au Manitoba et en Nouvelle-Écosse (Canada). Dans les années 1980, des réfugiés venus du Guatemala et du Salvador se sont établis dans la ville.
Les habitants de Spanish Lookout parlent principalement plautdietsch (un dialecte du bas-prussien), mais aussi anglais et espagnol.

## Économie
L'économie de Spanish Lookout repose surtout sur l'agriculture et l'élevage (volailles, produits laitiers, légumes, maïs). Les industries, peu développées, concernent la fabrication de meubles et de maisons préfabriquées en bois.

### Production de pétrole
Au début des années 2000, Spanish Lookout est devenu le premier site de production de pétrole du Belize. La production (2000 barils par jour en 2006) est exportée aux États-Unis.